# Ґечинек
Ґечинек (пол. Gieczynek, нім. Hansfelde) — село в Польщі, у гміні Велень Чарнковсько-Тшцянецького повіту Великопольського воєводства.
Населення — 140 осіб (2011).
У 1975-1998 роках село належало до Пільського воєводства.

## Демографія
Демографічна структура станом на 31 березня 2011 року:
|          | Загалом | Допрацездатний вік | Працездатний вік | Постпрацездатний вік |
| -------- | ------- | ------------------ | ---------------- | -------------------- |
| Чоловіки | 66      | 9                  | 49               | 8                    |
| Жінки    | 74      | 12                 | 43               | 19                   |
| Разом    | 140     | 21                 | 92               | 27                   |